# Luciano Acquarone
Luciano Acquarone (Imperia, 4 ottobre 1930 – Imperia, 17 giugno 2024) è stato un maratoneta e mezzofondista italiano, specializzato nelle competizioni della categoria master.
Visse con la moglie Anna ad Imperia dove lavorò per 40 anni ininterrottamente per la Società Pietro Isnardi ricevendo per questo il premio "C.C.I.A.A. Fedeltà al lavoro"

## Biografia
Dal 1947 praticò con continuità lo sport agonistico, tesserato nel tempo per i seguenti gruppi sportivi: S.C. Borgo Peri, U.S. Maurina (società di cui fu in seguito anche allenatore, direttore sportivo e presidente), G.S. Riviera dei Fiori, Pedale Azzurro, CUS Torino e Olimpia Amatori Rimini.
Nel periodo giovanile si dedicò al mezzofondo con buon successo in campo regionale, ma le prestazioni di valore assoluto giunsero con la maturità e dopo aver risolto favorevolmente la lunga battaglia burocratica con la FIDAL per il rilascio del tesserino.

### I problemi di tesseramento
Nel 1968 l'allora trentottenne Acquarone, causa inderogabili impegni di lavoro, soprassedette al rinnovo del tesserino FIDAL pur restando nell'ambito societario. Nel 1969 all'atto del rinnovo la US Maurina si vide rispondere dalla Federazione che l'art. 8 comma 1 del "Regolamento Organico Federale" prescrive in modo tassativo che coloro i quali hanno superato i 35 anni qualora abbiano avuto una interruzione dell'attività agonistica, non possono essere tesserati alla FIDAL. La Maurina inviò allora a Roma la documentazione dettagliata attestante l'ottima condizione psicofisica dell'atleta, documentazione tra l'altro suffragata da significativi risultati agonistici conseguiti anche a livello nazionale, dove Acquarone continuò comunque a gareggiare in corse su strada come "Atleta Libero" ben accetto ed anzi richiesto da pressoché tutti gli organizzatori. La società trasmise pure, sempre al fine di avvalorare la validità tecnica dell'atleta, i risultati cronometrici di test effettuati in pista. Non mancarono infine pressioni accalorate dell'allora Presidente Primo Nebiolo. Per la FIDAL ed i media si trattò di un vero e proprio "Caso Acquarone". Trascorsero altri due anni e finalmente Roma accettò la realtà di un quarantunenne che troppo spesso, seppur privo di tesserino, giunge primo al traguardo. Il 28 ottobre 1971 giunse la comunicazione ufficiale della FIDAL che "in via del tutto eccezionale" diede l'autorizzazione a Luciano Acquarone a tesserarsi come atleta. Il caso Acquarone è da considerarsi con tutta probabilità la pietra miliare dalla quale prese avvio di lì a poco il grande movimento dei MASTER, con la porta aperta all'agonismo regolamentato senza limiti di età.

### Anni 1972 - 1973
Si aprì dunque per Luciano Acquarone, tesserino in tasca, una nuova stagione. Giunsero subito affermazioni importanti in numerose gare su strada in Italia e nella vicina Francia. Successi nella Biella-Piedicavallo, nella maratona di Vallecrosia e nella prestigiosa corsa al Monte Faudo, gara che egli stesso creò da Presidente dell'U.S. Maurina. Il "battesimo" tra i big della maratona avvenne il 1º maggio a Busto Arsizio, test per la nazionale Italia-Belgio, dove arrivò sorprendentemente quarto in 2h 24' 09". Circa sette mesi dopo il rilascio travagliato del tesserino, la FIDAL assegnò una maglia azzurra al battagliero atleta imperiese. Il giorno 11 giugno a Bruxelles Acquarone, prodigandosi per il successo della squadra italiana, arrivò ancora quarto degli azzurri in 2h 20' 21", sesta prestazione nazionale di sempre (Palma d'Oro di 1º Grado FIDAL). Nel 1972 ci furono a settembre le Olimpiadi di Monaco. Il test per la selezione degli azzurri fu il Campionato Italiano assoluto di Rassina del 25 luglio dove Luciano chiuse al secondo posto in 2h 26' 09" a soli 9 secondi dal vincitore dopo aver dominato l'intera gara. Nonostante la grande prestazione tuttavia egli non partecipò comunque ai giochi olimpici. La stagione si concluse con la terza vittoria nella "Corsa al Monte Faudo", successo strepitoso tra il pubblico amico.
Nel 1973 guadagnò il primo posto nel Cross Internazionale di Montecarlo, il terzo successo nella maratona di Vallecrosia, l'importante vittoria nella durissima Torino - Chieri (Km. 18), il quinto posto nella maratona IGNIS (selezione per la nazionale Italia - Francia - Cecoslovacchia). Tali risultati valsero ad Acquarone la convocazione in azzurro.

### 1974 / 1980
Gli anni 1974, 1975 e 1976 proseguirono con attività frenetica nella quale si evidenziarono piazzamenti importanti in gare nazionali e internazionali. Rilevante il quarto successo nella maratona di Vallecrosia, nel Trofeo Carletti a Nizza, nella traversata del Golfo dei Poeti a Lerici, ma soprattutto la prestigiosa vittoria nella maratona Internazionale di Marsiglia.
L'attività frenetica fece sì che anche per Luciano cominciassero i problemi fisici. Necessitò di un intervento chirurgico per una dolorosa tendinite e la ripresa fu lenta. Negli anni dal 1977 al 1980 iniziò a dedicarsi, come terapia all'infortunio, al ciclismo amatoriale della Federazione Ciclistica Italiana. Anche in questo frangente Acquarone riuscì ad affermarsi in numerose gare in Italia e in Francia conquistando tra l'altro la vittoria nel campionato italiano di categoria (Pretola - Perugia 1977).

### La carriera nei master
A 50 anni, nel 1981, ritrovata la condizione fisica, Luciano Acquarone ritornò alla corsa con la grande opportunità dei Master. Sotto l'egida della W.A.W.A. (World Association of Veterans Athletes) e della FIDAL, iniziò una lunga nuova carriera, collezionando oltre trent'anni di successi nelle diverse fasce di età e nelle diverse distanze del mezzofondo e fondo, campestri e indoor. Partecipò a 49 gare di Campionati Mondiali ed Europei conquistando 49 volte il podio. Specificatamente vinse 19 medaglie d'oro, 6 d'argento e una di bronzo ai Mondiali e di 18 medaglie d'oro, 4 d'argento e una di bronzo agli Europei. Si aggiudicò inoltre 79 titoli italiani. Stabilì 10 record mondiali e 6 record europei. Nel suo straordinario Palmarès infine poté sfoggiare ben 38 migliori prestazioni italiane FIDAL dei quali 32 outdoor e 6 indoor. (dato aggiornato al 18 maggio 2016).
Dopo due anni di fermo per infortunio, Luciano esordì in Italia fra i Master ottantacinquenni con risultati sbalorditivi stabilendo in tutte le specialità del mezzofondo i nuovi primati italiani. A fine stagione (dal 4 ottobre 2015) rientrato a pieno titolo internazionale nella fascia M85, volò in cima al mondo con tre prestazioni formidabili nei 5.000 metri di Mondovì (24' 51" 38), nei 10.000 metri su strada di Vado (52' 53") e nella maratonina di Sanremo (1h 58' 32").
Iniziò la stagione 2016 ad Ancona il 27 e 28 febbraio conquistando 2 titoli italiani indoor: 1.500 metri ed 800 metri. Completò poi la stagione indoor sempre ad Ancona nel mese di marzo ai Campionati Europei con due splendide affermazioni nei 3.000 metri in 15' 47" 14 (ER) e nei 1.500 metri in 7' 40" 21 ed infine con una medaglia d'argento negli 800 metri in 3' 53" 20.
L'anno 2017 iniziò con una vittoria nei 1.500 metri indoor ad Ancona con il tempo di 7' 53" 44. Proseguì la stagione nel mese di luglio ad Orvieto con altri 2 titoli italiani: 800 metri in 3' 53" 18 ed uno splendido 1.500 metri in 7' 45" portando così il totale dei titoli italiani a 82.
Parte della lunga storia sportiva e umana di Luciano Acquarone venne raccolta nel libro di Daniele Menarini Una vita di corsa.

## Palmarès
| Anno | Manifestazione                       | Sede           | Evento                                   | Risultato | Prestazione | Note  |
| M50  | M50                                  | M50            | M50                                      | M50       | M50         | M50   |
| ---- | ------------------------------------ | -------------- | ---------------------------------------- | --------- | ----------- | ----- |
| 1981 | Europei master di corsa su strada    | Riccione       | 20 km                                    | Oro       |             |       |
| 1982 | Europei master                       | Strasburgo     | Maratona                                 | Oro       |             |       |
| 1982 | Europei master                       | Strasburgo     | 10 000 metri                             | Oro       |             |       |
| 1983 | Mondiali master                      | San Juan       | 10 000 metri                             | Oro       |             | [ 5 ] |
| 1983 | Mondiali master                      | San Juan       | 5000 metri                               | Argento   |             |       |
| 1984 | Europei master                       | Brighton       | 10 000 metri                             | Oro       |             |       |
| 1984 | Europei master                       | Brighton       | 5000 metri                               | Argento   |             |       |
| 1985 | Mondiali master                      | Roma           | Maratona                                 | Oro       |             |       |
| 1985 | Mondiali master                      | Roma           | 10 000 metri                             | Argento   |             |       |
| 1985 | Mondiali master                      | Roma           | 5000 metri                               | Argento   |             |       |
| M55  |                                      |                |                                          |           |             |       |
| 1986 | Europei master                       | Malmö          | Maratona                                 | Oro       |             |       |
| 1988 | Europei master                       | Verona         | Maratona                                 | Oro       |             |       |
| 1988 | Europei master                       | Verona         | 10&000 metri                             | Oro       |             |       |
| 1988 | Europei master                       | Verona         | 5000 metri                               | Argento   |             |       |
| 1990 | Europei master                       | Budapest       | Maratona                                 | Oro       |             |       |
| 1990 | Europei master                       | Budapest       | 10 000 metri                             | Argento   |             |       |
| 1990 | Europei master                       | Budapest       | 5000 metri                               | Bronzo    |             |       |
| M60  |                                      |                |                                          |           |             |       |
| 1991 | Mondiali master                      | Turku          | Maratona                                 | Oro       |             | [ 6 ] |
| 1991 | Mondiali master                      | Turku          | 10 000 metri                             | Oro       |             |       |
| 1991 | Europei master di corsa su strada    | Dolo           | 25 km                                    | Oro       |             |       |
| 1991 | Europei master di corsa su strada    | Dolo           | 10 km                                    | Oro       |             |       |
| M65  |                                      |                |                                          |           |             |       |
| 1996 | Mondiali master di corsa su strada   | Bruges         | Maratonina                               | Argento   |             |       |
| 1996 | Mondiali master di corsa su strada   | Bruges         | 10 000 metri                             | Oro       |             |       |
| 1997 | Mondiali master                      | Durban         | Maratona                                 | Oro       |             | [ 7 ] |
| 1997 | Mondiali master                      | Durban         | Corsa campestre                          | Oro       |             |       |
| 1997 | Mondiali master                      | Durban         | 10 000 metri                             | Oro       |             |       |
| 1997 | Mondiali master                      | Durban         | Maratona (classifica per nazioni)        | Oro       |             |       |
| 1997 | Mondiali master                      | Durban         | Corsa campestre (classifica per nazioni) | Oro       |             |       |
| M70  |                                      |                |                                          |           |             |       |
| 2001 | Mondiali master                      | Brisbane       | Maratona                                 | Oro       |             |       |
| 2001 | Mondiali master                      | Brisbane       | Corsa campestre                          | Oro       |             |       |
| 2001 | Mondiali master                      | Brisbane       | 10 000 metri                             | Argento   |             |       |
| 2001 | Mondiali master                      | Brisbane       | 5000 metri                               | Argento   |             |       |
| 2002 | Mondiali master di corsa su strada   | Riccione       | Maratonina                               | Oro       |             |       |
| 2002 | Mondiali master di corsa su strada   | Riccione       | 10 km                                    | Oro       |             |       |
| 2002 | Europei master                       | Potsdam        | Maratona                                 | Oro       |             | [ 8 ] |
| 2002 | Europei master                       | Potsdam        | 10 000 metri                             | Oro       |             |       |
| 2002 | Europei master                       | Potsdam        | 5000 metri                               | Oro       |             |       |
| 2004 | Mondiali master di corsa in montagna | Salice d'Ulzio | -                                        | Bronzo    |             |       |
| 2005 | Mondiali master                      | San Sebastián  | Maratona                                 | Oro       |             |       |
| 2005 | Mondiali master                      | San Sebastián  | Maratona (classifica per nazioni)        | Oro       |             |       |
| M75  |                                      |                |                                          |           |             |       |
| 2006 | Mondiali master indoor               | Linz           | Corsa Campestre                          | Oro       |             |       |
| 2006 | Mondiali master indoor               | Linz           | 3000 metri                               | Oro       |             |       |
| 2006 | Mondiali master indoor               | Linz           | 1500 metri                               | Oro       |             |       |
| 2007 | Europei master indoor                | Ancona         | Corsa Campestre                          | Oro       |             |       |
| 2007 | Europei master indoor                | Ancona         | 3000 metri                               | Oro       |             |       |
| M80  |                                      |                |                                          |           |             |       |
| 2011 | Europei master di corsa su strada    | Thionville     | 10 000 metri                             | Oro       |             |       |
| M85  |                                      |                |                                          |           |             |       |
| 2016 | Europei master indoor                | Ancona         | 3000 metri                               | Oro       |             |       |
| 2016 | Europei master indoor                | Ancona         | 1500 metri                               | Oro       |             |       |
| 2016 | Europei master indoor                | Ancona         | 800 metri                                | Argento   |             |       |

## Campionati nazionali
- 79 volte campione italiano master di atletica leggera

1972
- 13º ai campionati italiani assoluti, 10000 m piani - 30'20"0
- Argento ai campionati italiani di maratona - 2h26'20"

1973
- 6º ai campionati italiani di corsa campestre - 31'05"

## Record
Luciano Acquarone, al 7 ottobre 2013 (fonte sito ufficiale FIDAL), risulta detentore dei seguenti record Italiani:
Outdoor
- Maratona M50 - Strasburgo 18/07/1982 - Tempo 2h 28' 28"
- Maratona M55 - Asti 28/09/1986 - Tempo 2h 37' 32"
- Maratona M60 - Turku 28/07/1991 - Tempo 2h 38' 15"
- Maratona M65 - Durban 27/07/1997 - Tempo 2h 48' 10"
- Maratona M70 - Potsdam 25/08/2002 - Tempo 3h 02' 37"
- Maratona M75 - Carpi 16/10/2005 - Tempo 3h 10' 57"
- Maratonina M65 - Bologna 21/04/1997 - Tempo 1h 19' 19"
- Maratonina M70 - Alba 29/04/2001 - Tempo 1h 24' 09"
- Maratonina M75 - Alba 08/05/2005 - Tempo 1h 28' 31"
- Maratonina M80 - Cuneo 22/05/2010 - Tempo 1h 37' 10"
- Corsa 10 km. su strada M75 - Marina di Carrara 17/04/2005 - Tempo 40' 28"
- Corsa 10 km. su strada M80 - Thionville 13/05/2011 - Tempo 46' 19"
- 10.000 metri M50 - Genova 17/10/1981 - Tempo 32' 05" 5
- 10.000 metri M60 - Turku 20/07/1991 - Tempo 34' 14" 08
- 10.000 metri M70 - Brisbane 09/07/2001 - Tempo 38' 40" 49
- 10.000 metri M75 - Comacchio 03/06/2005 - Tempo 40' 57" 99
- 10.000 metri M80 - Roma 12/06/2010 - Tempo 45' 02" 56
- 5.000 metri M55 - Roma 25/06/1985 - Tempo 16' 03" 52
- 5.000 metri M70 - Brisbane 06/07/2001 - Tempo 18' 34" 72
- 5.000 metri M75 - Comacchio 05/06/2005 - Tempo 20' 02" 08
- 5.000 metri M80 - Roma 11/06/2010 - Tempo 21'52" 17
- 3.000 metri M70 - Bellinzago 24/06/2001 - Tempo 11' 03" 5
- 3.000 metri M75 - Chivasso 03/07/2005 - Tempo 11' 27" 5
- 3.000 metri M80 - Imperia 02/07/2011 - Tempo 13' 05" 3
- 1.500 metri M75 - Chivasso 02/07/2005 - Tempo 5' 34" 15
- 1.500 metri M80 - Boissano 05/10/2011 - Tempo 6' 13" 88
- 10.000 metri M85 - Boissano 11/04/2015 - Tempo 51' 31" 28
- Corsa 10 km. su strada M85 - Mentone 17/05/2015 - Tempo 52' 56" 00
- 5.000 metri M85 - Boissano 06/09/2015 - Tempo 24' 51" 68
- 3.000 metri M85 - Savona 31/05/2015 - Tempo 14' 51" 82
- 1.500 metri M85 - Bastia Umbra 18/09/2015 - Tempo 7' 01" 46
- 800 metri M85 - Boissano 06/09/2015 - Tempo 3' 31" 00

Indoor
- 3.000 metri M75 - Genova 27/02/2005 - Tempo 11' 37" 86
- 3.000 metri M80 - Ancona 19/02/2010 - Tempo 12' 59" 64
- 800 metri M80 - Ancona 06/03/2011 - Tempo 3' 18" 09
- 3.000 metri M85 - Ancona 27/02/2015 - Tempo 14' 57" 33
- 1.500 metri M85 - Ancona 27/02/2015 - Tempo 6' 56" 81
- 800 metri M85 - Ancona 27/02/2015 - Tempo 3' 35" 19

Qui di seguito le migliori prestazioni personali di Luciano Acquarone nelle varie fasce di età Master, alcune delle quali hanno a loro tempo rappresentato le migliori prestazioni mondiali ed europee:
Categoria M40
- Maratona 2h 20' 21" Bruxelles 1972
- 10.000 metri 30' 20" Roma 1972
- 5.000 metri 14' 56" 4 Genova 1972

Categoria M50
- Maratona - 2h 28' 28" Strasburgo 1981
- 10.000 metri - 32' 05"  05 Genova 1981 - WR
- 5.000 metri - 15' 41" 98 Montecatini 1982
- 3.000 metri - 9' 03" 06 Imperia 1982
- 3.000 metri Indoor - 9' 26" 5 Torino 1981

Categoria M55
- Maratona - 2h 36' 39" Roma 1985
- 10.000 metri - 33' 36"  Roma 1985
- 5.000 metri - 15' 41" 98 Roma 1985
- 3.000 metri Indoor - 9' 31" Torino 1985

Categoria M60
- Maratona  - 2h 38' 15" Turku 1991 - WR
- Maratonina - 1h 14' 22" Gorizia 1991 - WR
- 10.000 metri - 34' 14" 08 Turku 1991 - WR
- 5.000 metri - 16' 41" 5 Vallecrosia 1991
- 3.000 metri Indoor - 9' 59" 7 Torino 1991

Categoria M65
- Maratona - 2h 48' 10" Durban 1997
- Maratonina - 1h 19' 19" Bologna 1997
- 10.000 metri - 36' 54" 32 Durban 1997
- 5.000 metri - 17' 49" 9 Acqui 1997
- 3.000 metri - 10' 27" 05 Santhià 1996

Categoria M70
- Maratona - 3h 02' 37" Potsdam 2002 - ER
- Maratonina - 1h 24' 08" Alba 2001 - ER
- 10.000 metri - 38' 40" 49 Brisbane 2001
- 5.000 metri - 18' 34" 72 Brisbane 2001 - ER
- 3.000 metri - 11' 03" 5 Bellinzago 2001

Categoria M75
- Maratona - 3h 10' 57" Carpi 2005 - WR
- Maratonina - 1h 32' 57" Vado Ligure 2006 - ER
- 10.000 metri - 40' 57" 99 Comacchio 2005
- 5.000 metri - 20' 02" 28 Comacchio 2005
- 3.000 metri - 11' 27" 15 Chivasso 2005 - WR
- 1.500 metri - 5' 34" 15 Chivasso 2005
- 3.000 metri Indoor - 11' 37" 86 Genova 2005
- 1.500 metri Indoor - 5' 31" 09 Genova 2005
- 10.000 metri su strada - 40' 28" Marina di Carrara 2005

Categoria M80
- Maratonina - 1h 37' 10" Cuneo 2010 - ER
- 10.000 metri - 45' 02" 56 Roma 2010
- 5.000 metri - 21' 52" 97 Roma 2010
- 3.000 metri - 13' 05" 3 Imperia 2011 - WR
- 1.500 metri - 6 13" 88 Boissano 2011 - ER
- 3.000 metri Indoor - 12' 59" 64 Ancona 2010
- 800 metri Indoor - 3' 18" 09 Ancona 2011
- 10.000 metri su strada - 46' 19" Thionville 2011

Categoria M85
- Maratonina - 1h 58' 32" Sanremo 2015 - WR
- 10.000 metri su strada - 52' 53" Vado Ligure 2015 - WR
- 5.000 metri - 24' 51" 38 Mondovì 2015 - WR
- 10.000 metri - 51' 31" 28 Boissano
- 3.000 metri - 14' 51" 82 Savona
- 1.500 metri - 7' 01" 46 Bastia Umbra
- 800 metri - 3' 31" 00 Boissano
- 3.000 metri Indoor - 14' 57" 33 Ancona 2016
- 1.500 metri Indoor - 6' 56" 81 Ancona 2016
- 800 metri Indoor - 3' 35" 19 Ancona 2016

## Onorificenze
L'intensa attività sportiva e quella lavorativa non impedirono a Luciano Acquarone di presiedere attivamente dal 1974 al 30 ottobre 2013 la sezione provinciale di Imperia dell'Associazione Atleti Olimpici e Azzurri d'Italia; dal 1º novembre 2013 tale carica è divenuta onorifica.
Nel 1985, a compendio dell'allora già lunga carriera e specificatamente in relazione a un episodio di altruismo sportivo vissuto in maglia azzurra, gli viene rilasciato a Parigi il "Diplome d'Honneur pour le Fair play".